# 寂寞，好了
《寂寞，好了》是台灣歌手蔡旻佑的大碟，在2009年10月9日推出，由索尼音樂發行，是其第三張國語專輯，也是他與Sony Music合約期滿及服兵役前最後一張專輯。
專輯第一主打歌是專輯同名歌曲《寂寞，好了》，而第二主打歌為《小乖乖》，也是電影《小飛俠阿童木》的中文主題曲。蔡旻佑在這張專輯中自己的創作歌曲僅佔一半。

## 曲目

### 第一版
| 曲序 | 曲名           | 曲                                              | 詞            | 編曲   | 附註                                      |
| 01   | 發光的簡訊     | 蔡旻佑                                          | 姚若龍        | 黃雨勳 | 第三主打歌                                |
| 02   | 小乖乖         | 蔡旻佑                                          | 蔡旻佑 張孟晚 | 任中強 | 第二主打歌 動畫《小飛俠阿童木》中文主題曲 |
| 03   | 寂寞，好了     | 彭學斌                                          | 張孟晚        | Wave G | 第一主打歌                                |
| 04   | 愛是對的       | 蔡昇晏                                          | 彭資閔        |        | 第五主打歌                                |
| 05   | 日蝕           | 蔡旻佑                                          | 彭資閔        | 黃宣銘 |                                           |
| 06   | 你看不到的天空 | 李榮浩                                          | 徐世珍 吳輝福 | Wave G | 第四主打歌                                |
| 07   | Hey！          | 蔡旻佑                                          | 蔡旻佑        | 呂錦盈 |                                           |
| 08   | 我的寶貝       | 林邁可                                          | 姜憶萱        | 林邁可 | La New廣告歌曲                            |
| 09   | 打不倒男孩     | Roxanne Seeman Robin Grubert Alexander Zuckwski | 蔡旻佑 張孟晚 | 呂錦盈 |                                           |
| 10   | 走             | 張義欣                                          | 姜憶萱        | 洪信傑 |                                           |

### 完全擁佑終極限定盤

#### CD1
於第一版相同。

#### 跳進我心裡 限量EP
| 曲序 | 曲名       | 曲     | 詞     | 編曲   | 附註                                  |
| 01   | 跳進我心裡 | 蔡旻佑 | 張天成 | 黃雨勳 | 2009年度 La New 超彈性上班鞋 廣告歌曲 |

## 唱片版本
- CD版[4]
- 2CD+DVD版，附贈五首歌的音樂錄影帶及《跳進我心裡 限量EP》[5]

## 音樂錄影帶
| 歌名           | 執導   |
| -------------- | ------ |
| 寂寞，好了     | 陳映之 |
| 小乖乖         | 陳映之 |
| 發光的簡訊     | 陳映之 |
| 你看不到的天空 | 陳映之 |
| 愛是對的       | 陳映之 |

## 派台歌成績

### 台湾
| 年份 | 歌曲           | 幽浮 | Hito | MTV | Channel V |
| 2009 | 寂寞，好了     | 8    | 6    | -   | 15        |
|      | 小乖乖         | 3    | 6    | -   | 10        |
|      | 發光的簡訊     | -    | 9    | -   | -         |
| 2010 | 你看不到的天空 | -    | -    | -   | 11        |
|      | 愛是對的       | -    | -    | -   | -         |

(*)表示仍在榜上
粗體表示冠軍歌

### 新加坡
| 年份 | 歌曲           | YES933 | Radio1003 |
| 2009 | 寂寞，好了     | 1      | 9         |
|      | 小乖乖         | 2      | -         |
|      | 你看不到的天空 | -      | 2         |

(*)表示仍在榜上
粗體表示冠軍歌

### 马来西亚
| 年份 | 歌曲           | 988           |
| 2009 | 寂寞，好了     | 1（兩周冠軍） |
|      | 發光的簡訊     | 1             |
|      | 你看不到的天空 | 15            |

(*)表示仍在榜上
粗體表示冠軍歌